# Pachycondyla javana
Pachycondyla javana is een mierensoort uit de onderfamilie van de Ponerinae. De wetenschappelijke naam van de soort is voor het eerst geldig gepubliceerd in 1867 door Mayr.